# Catherine van Rensburg
Catherine van Rensburg, född 25 juni 2004, är en sydafrikansk simmare.

## Karriär
Vid afrikanska spelen 2023 i Accra tog van Rensburg guld och noterade ett nytt mästerskapsrekord på 1 500 meter frisim samt tog guld på 400 meter frisim, 800 meter frisim och 400 meter medley. Hon tog även brons på 200 meter frisim samt var en del av Sydafrikas kapplag som tog guld på 4×200 meter frisim.